# Кото Аланг
Кото Аланг — стародавня держава, що існувала на сході центральної Суматри. Утворилося внаслідок занепаду держави Кандіс.

## Історія
Відомостей про його історію обмаль. Є згадка, що у 6 році раджа Аур Кунінг повстав, але зазнав поразки, відступивши на північний схід, де заснував власну державу Кото Аланг. Протягом свого існування вона вела війни з Кандіс та дрібними раджанатами, що відколювалися від останньої. У II ст. Кото Аланг сприяло остаточно знищенню Кандіс, розділивши землі з державою Малаюпурою.
Про обставини зникнення цієї держави замало точних відомостей, археологічні розвідки на місці існування Кото Аланг перериваються через обмеження людських ресурсів і погане фінансування науковців. За однім з припущенням була підкорена Малаюпурою.

## Територія
Переважно охоплювала сучасний округ Куантан-Сингінгі провінції Ріау. Столиця можливо розташовувалася в місцині Паданг Канді, де знаходиться храм, який дуже довго був засипаний.

## Устрій
На чолі стояв монарх, що носив титул раджа-тунггал. Ймовірно загалом наслідувала системі держави Кандіс.